# 알두스

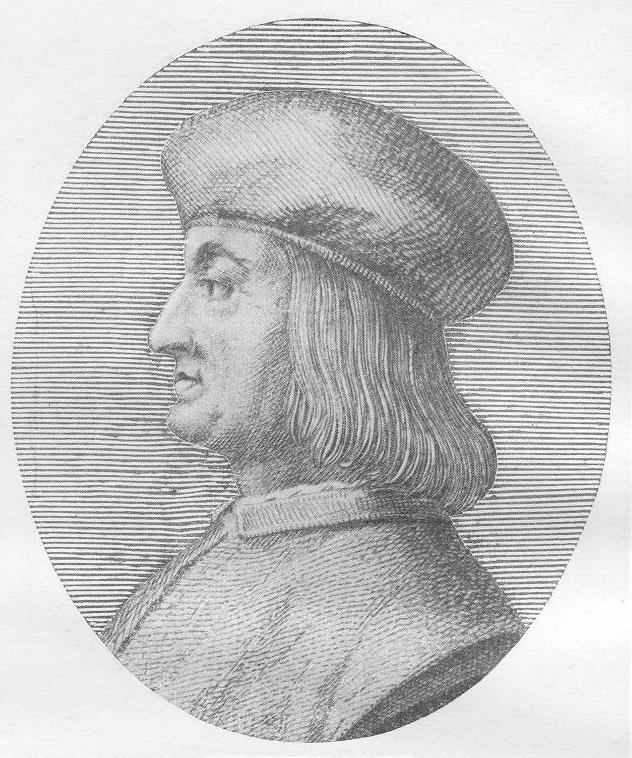

알두스 코퍼레이션(영어: Aldus Corporation)는 미국의 컴퓨터 소프트웨어 개발 회사이다. 탁상 출판 소프트웨어를 개발하며, 초창기에는 페이지메이커를 개발한 것으로 알려져 있다. 1994년에 어도비 시스템즈에 인수되어, 일부 제품이 어도비에 넘어가면서 없어졌다.

## 제품

### 인쇄 출판
- 페이지메이커 - 탁상 출판 소프트웨어

### 프레스
- 컬러센트럴 - OPI 서버
- 프레스와이즈 - 디지털 조판 프로그램
- 프린트센트럴 - 인쇄 출력 스풀러
- 트랩와이즈 - 디지털 트랩 프로그램

### 그래픽스
- 프리핸드 - 벡터 드로잉 프로그램
- 갤러리 이펙트
- 어도비 퍼수에이션 - 프레젠테이션 프로그램
- 포토스타일러 - 비트맵 그림 편집기
- 텍스처메이커 - 텍스처/패턴 제작 프로그램
- 슈퍼페인트 - 그림 그리기 프로그램
- 인텔리드로 - 강력하지만 단순한 드로잉 프로그램

### 알두스 인터랙티브 퍼블리싱 / CoSA
- 애프터 이펙트 - 디지털 모션 그래픽스 및 합성 프로그램
- 히치콕 - 전문 비선형 영상 편집기 (자막 추가 및 A/V 전환)
- 페치(Fetch) - 멀티미디어 데이터베이스

### 알두스 컨슈머 디비전
(이전의 실리콘 비치 소프트웨어, 애프터 아우어스 소프트웨어의 제품)
- 디지털 다크룸 - 사진 강화 소프트웨어
- 퍼스널 프레스 - 소비자용 탁상 출판 소프트웨어
- 데이트북 프로 - 일정 관리 소프트웨어
- 인텔리드로 - 벡터 드로잉 프로그램
- 슈퍼3D - 3차원 모델링 소프트웨어
- 슈퍼카드 - 멀티미디어 저작 환경
- 터치베이스 프로 - 연락처 관리 소프트웨어